# The Prison (Smyth)
Pour les articles homonymes, voir The Prison (homonymie).
The Prison est une « Symphonie pour soprano, baryton-basse, chœur et orchestre » de la compositrice britannique Ethel Smyth, écrit en 1930.

## Contexte et création
Ethel Smyth compose sa cantate The Prison entre 1929 et 1930 sur un texte issu du livre éponyme de son ami Henry Brewster. La première a eu lieu avec Elsie Suddaby (the Soul), Stuart Robertson (the Prisoner), le chœur et l'orchestre symphonique de Reid, au Usher Hall d'Édimbourg le 19 février 1931. L'œuvre est rejouée pour les 75 ans de la compositrice sous la direction de Thomas Beecham, grand ami de la compositrice.

## Synopsis
L'histoire raconte un dialogue entre un prisonnier (baryton-basse) et son âme (soprano).